# Price-volume trend
De PVT (van het Engels Volume-price trend) is in de technische analyse een indicator om een verband te leggen tussen prijs en volume op de aandelenmarkten. De PVT probeert net als de OBV op basis van de verhandelde volumes het koop- of verkoopmoment van een aandeel te bepalen.  Maar daar waar de OBV naast de volumes enkel rekening houdt met een koersstijging of koersdaling, zal de PVT of Prijs Volume Trend ook rekening houden met de grootte van die stijging of die daling.

## Berekening
De PVT wordt als volgt berekend:
{\displaystyle PVT=vorigePVT+Volume*((slotkoers-vorigeslotkoers)/(vorigeslotkoers))}
Men kan de PVT aanzien als een verbeterde OBV. De analyse van deze indicator gebeurt dan ook op dezelfde manier als van de OBV.